# Alan Ashby
Alan Ashby (né le 8 juillet 1951 à Long Beach, Californie, États-Unis) est un ancien joueur de baseball professionnel et un actuel commentateur sportif. Il joue dans les Ligues majeures de baseball comme receveur pour les Indians de Cleveland de 1973 à 1976, les Blue Jays de Toronto en 1977 et 1978, puis les Astros de Houston de 1979 à 1989.

## Carrière de joueur
Alan Ashby est repêché les Indians de Cleveland au 3e tour de sélection en juin 1969. Il fait ses débuts dans le baseball majeur avec Cleveland le 3 juillet 1973. Après une poignée de matchs en deux ans, il intègre réellement l'effectif des Indians en 1975. Le 5 novembre 1976, Cleveland transfère Ashby et Doug Howard, un joueur de premier but et voltigeur, aux Blue Jays de Toronto contre le lanceur droitier Al Fitzmorris.
Alan Ashby fait partie de l'édition inaugurale des Blue Jays de Toronto, une nouvelle franchise qui joint la Ligue américaine en 1977. S'il n'est pas le receveur du club canadien lors du premier match de son histoire (l'honneur revenant à Rick Cerone), Ashby est en revanche le plus utilisé des Jays cette année-là : il est derrière le marbre pour 124 des 162 matchs de la saison régulière. En 1978, Cerone joue 88 matchs au poste de receveur pour les Blue Jays et Ashby est utilisé à cette position à 81 reprises.
Ashby est échangé des Blue Jays aux Astros de Houston le 27 novembre 1978 contre trois joueurs : le voltigeur Joe Cannon, l'arrêt-court Pedro Hernández et Mark Lemongello, un jeune lanceur droitier prometteur qui ne réalise finalement pas son plein potentiel.
Ashby passe le reste de sa carrière, soit 11 saisons, chez les Astros et est chaque année le receveur principal de l'équipe, à l'exception de la saison 1985, où Mark Bailey joue plus souvent que lui, et de sa dernière campagne en 1989. Ashby offre des performances honnêtes à l'attaque, un aspect du jeu du receveur qui est souvent négligé. Il frappe pour, 252 de moyenne au bâton avec 69 circuits en 965 matchs au cours de ces 11 années. Il joue dans les séries éliminatoires qui suivent les trois premiers titres de la division Ouest de la Ligue nationale dans l'histoire des Astros, en 1980, 1981 et 1986. Il réussit un coup de circuit de deux points contre Sid Fernandez dans la victoire de 3-1 des Astros sur les Mets de New York dans le 4e match de la Série de championnat 1986 de la Ligue nationale. La meilleure saison d'Ashby est celle de 1987, alors qu'il atteint ses sommets personnels de coups sûrs (111), de circuits (14), de points produits (63) et de points marqués (53) en une saison, en plus d'afficher sa moyenne au bâton (, 288) et son pourcentage de présence sur les buts (, 367) les plus élevés.
Il joue son dernier match dans les majeures le 9 mai 1989, juste après avoir utilisé son droit de veto pour bloquer l'échange qui l'aurait envoyé aux Pirates de Pittsburgh en retour du voltigeur Glenn Wilson.

### Palmarès
Alan Ashby a disputé un total de 1 370 matchs en 17 ans dans le baseball majeur, réussissant 1 010 coups sûrs, 183 doubles, 13 triples, 90 circuits, 513 points produits et 397 points marqués. Sa moyenne au bâton en carrière s'élève à, 245 et sa moyenne de présence sur les buts à, 320.
Il partage longtemps le record du plus grand nombre de matchs sans coup sûr attrapés par un receveur dans les Ligues majeures. Ashby est en effet derrière le marbre pour trois exploits du genre, tous avec Houston, ceux de Ken Forsch le 7 avril 1979, de Nolan Ryan le 26 septembre 1981 et de Mike Scott le 25 septembre 1986. Ce record est éventuellement dépassé par le receveur Jason Varitek, derrière le marbre pour un 4e match sans coup sûr en 2008.
Au moment de la retraite, Ashby est le joueur ayant disputé le plus de matchs (901) à la position de receveur pour les Astros de Houston. Brad Ausmus, qui joue 1 166 matchs à cette position pour Houston, abat en 2005 le record. Ashby amorce aussi 7 matchs d'ouverture (le premier de la saison) pour Houston, un record surpassé par Ausmus en 2007.
En 2012, à l'occasion des célébrations soulignant le 50e anniversaire de la franchise de baseball de Houston, Ashby est choisi sur le Astros All-Time 25-man roster, ou l'effectif de 25 joueurs des 50 ans des Astros.
En 2000, l'ancien joueur natif de Californie il est intronisé au Texas Sports Hall of Fame, le temple de la renommée des sports au Texas.

## Carrière d'entraîneur
Ashby est gérant en 1995 des WhiteWings de la vallée du Río Grande, un club de baseball indépendant situé à Harlingen dans le sud-ouest du Texas et qui faisait partie de la Texas-Louisiana League (en). En 1996, il dirige les Cobras de Kissimmee (en), un club-école des Astros de Houston au niveau A+ des ligues mineures aligné en Ligue de l'État de Floride.
Durant la saison 1997 de la Ligue majeure de baseball, Ashby est instructeur dans l'enclos des lanceurs de relève des Astros de Houston.

## Carrière dans les médias
Dès 1990, l'année suivant sa retraite sportive, Alan Ashby entreprend une seconde carrière dans les médias. Il travaille à la télévision à Houston au Texas, où il est directeur des sports à KHTV, anime des émissions consacrées au basket-ball des Rockets de Houston et aux Cougars de l'université de Houston, et anime en 1994 et 1995 un magazine télévisé appelé Inside Houston.
Il met brièvement cette nouvelle carrière en veilleuse pour être entraîneur de baseball, puis est de 1998 à 2005 analyste à la radio lors des matchs des Astros de Houston, aux côtés du descripteur Milo Hamilton. Les Astros lui annoncent en décembre 2005 qu'ils ne renouvellent pas son contrat et engagent deux recrues pour le remplacer aux côtés de Hamilton. La décision de séparer un efficace duo de commentateurs surprend les auditeurs et il est spéculé que le style posé, peu tape-à-l'œil, d'Ashby déplaît au propriétaire de la franchise, Drayton McLane. On entend sporadiquement Ashby à la radio de Houston durant l'année 2006.
De 2007 à janvier 2013, il couvre les activités d'une autre de ses anciennes équipes, les Blue Jays de Toronto. Il est analyste des matchs à la radio aux côtés du descripteur Jerry Howarth et décrit lui-même occasionnellement des matchs à la télévision comme remplaçant à Sportsnet TV. On l'entend jusqu'en janvier 2013 à la radio Sportsnet The Fan 590 à Toronto.
Il quitte Toronto en janvier 2013 pour accepter un poste au sein de l'équipe de télédiffusion des matchs des Astros à CSN Houston, où il prend la place laissée vacante par un ancien coéquipier devenu lui aussi commentateur sportif, Jim Deshaies.